# Maurits van Brakel
Maurits van Brakel (Tiel, 12 juni 2003) is een Nederlands jeugdacteur.
Op televisie debuteerde Van Brakel met een hoofdrol in 2015 in Kasper en de Kerstengelen. De kerstserie won in april 2017 een Emmy Kids Award op het festival in Cannes. In 2016 volgde de langspeelfilm Mees Kees langs de lijn. Daarna was hij te zien in de televisieserie Mees Kees, waarin hij ook de rol van Fred vertolkt. In 2019 speelde hij mee in de vernieuwde versie van Kees & Co. In 2020 speelde hij mee in SpangaS als Noah.